# The Burning Stable
 (juillet 2025).
Pour plus de détails, voir Fiche technique et Distribution.
The Burning Stable est un film américain muet et en noir et blanc de James H. White, sorti en 1896.

## Fiche technique
- Titre original : The Burning Stable
- Réalisation : James H. White
- Photographie : William Heise
- Société de production : Edison Manufacturing Co.
- Pays de production :  États-Unis
- Langue originale : muet
- Format : noir et blanc
- Genre : drame
- Durée : 20 secondes
- Date de sortie : 31 octobre 1896